# 波登扎纳
波登扎纳（義大利語：Podenzana），是意大利托斯卡纳大区马萨-卡拉拉省的一个市镇。总面积17平方公里，人口2184人，人口密度128.5人/平方公里（2009年）。ISTAT代码为045013。